# Teklafalu
Teklafalu es un pueblo ubicado en el distrito de Szigetvár, en el condado de Baranya, Hungría.

## Superficie
Posee una superficie de 16,76 kilómetros cuadrados.

## Demografía
Hasta 2019 la población era de 246 habitantes, con una densidad de población de 14,68 habitantes por kilómetro cuadrado.